# Čiune Sugihara
Čiune Sugihara (japonsky: 杉原 千畝, anglicky: Chiune Sugihara; 1. ledna 1900 – 31. července 1986) byl japonský diplomat, který v letech 1939 až 1940 působil jako vicekonzul Japonského císařství v Litvě. Japonskou vládu postrašila německo-sovětská smlouva ze 23. srpna 1939, protože ji chápala jako Hitlerův odklon od spojenectví s Japonskem. Aby mohla zblízka sledovat, co se ve střední Evropě děje, vyslala do Litvy zkušeného diplomata, který navíc uměl rusky.

## Pomoc pronásledovaným Židům

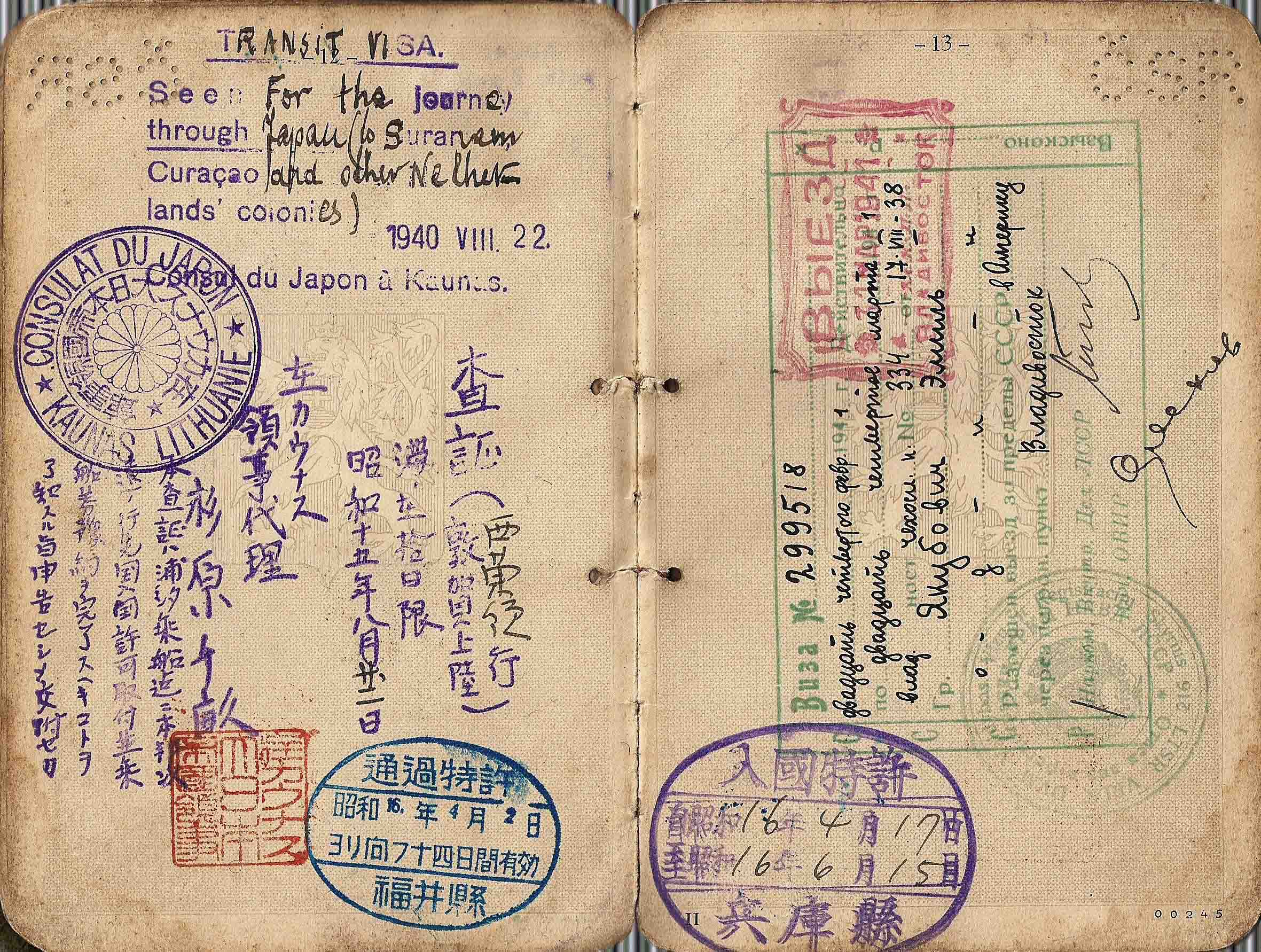
Československý pas s v vízem, které udělil roku 1940 diplomat Sugihara.

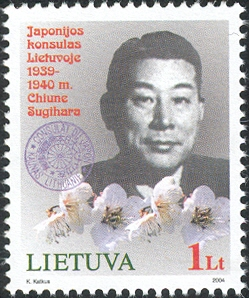
Sugihara na Litevské poštovní známce (2004).

Během svého tamního působení pomohl Sugihara uprchnout několika tisícům Židů, kterým vystavil tranzitní víza do Japonska. Rozhodl se k tomu z vlastní iniciativy, v přímém rozporu s instrukcemi. Většinu Židů, kterým Sugihara poskytl tranzitní víza, tvořili uprchlíci z Němci okupovaného Polska a obyvatelé Litvy.  Pro polské Židy vedla jedna z útěkových tras přes Litvu a Sovětský svaz do Japonska, odkud mohli pokračovat do USA, neboť v té době ještě Japonsko nevstoupilo do 2. světové války. K tomu ovšem potřebovali japonské vízum, které jim Tokio odmítlo vystavit. Židé by se museli vrátit do okupovaného Polska, kde by je velmi pravděpodobně čekala smrt v koncentračních táborech. Sugihara se proto rozhodl neuposlechnout nařízení svého nadřízeného a vydával ručně psaná povolení k vycestování do Japonska. Celkem vystavil víza pro více než šest tisíc osob. Neuposlechnutím příkazu riskoval jak kariéru diplomata, tak život vlastní rodiny. Sugihara by byl rád vystavoval další povolení, ovšem japonská vláda ho přeložila do Berlína; poté působil i v Praze. Po skončení 2. světové války se Sugihara vrátil do Japonska, kde byl pro neuposlechnutí příkazů propuštěn z práce. Do konce života byl v nemilosti. Až po jeho smrti v roce 1986 vyslovila japonská vláda politování nad tím, jak se k němu zachovala. V roce 1985 jej Izrael za jeho činy ocenil titulem Spravedlivý mezi národy. V té době však již byl Sugihara vážně nemocný, a tak za něj toto ocenění v Izraeli převzali jeho manželka a syn.